# (128) Némésis
Ne doit pas être confondu avec Némésis (étoile hypothétique).
Pour les articles homonymes, voir Némésis (homonymie).
(128) Némésis (désignation internationale (128) Nemesis) est un astéroïde de la ceinture principale découvert par James Craig Watson le 25 novembre 1872.
Il est nommé d'après la déesse grecque de la (juste) colère Némésis.
Ne pas confondre avec l'hypothétique étoile-compagnon du Soleil Némésis.

## Compléments